# Canton de Rathedaung
Le canton de Rathedaung est un canton du district de Sittwe, dans l'État de Rakhine, en Birmanie. La ville principale est Rathedaung (en).

## Histoire
Les affrontements communautaires de juin 2012 se sont également étendus à cette commune où il y a eu au moins trois victimes bouddhistes.